# Mitternacht, WAB 80
Mitternacht (Minuit), WAB 80, est une œuvre chorale composée par Anton Bruckner en 1869.

## Historique
Bruckner a composé l'œuvre sur un texte de Joseph Mendelssohn en novembre 1869, pour le 25e anniversaire de la Liedertafel Frohsinn de Linz. L'œuvre a été exécutée le 15 mai 1870 par Frohsinn dans le Volksfesthalle de Linz,,.
L'œuvre, dont le manuscrit original est archivé à la Liedertafel Frohsinn, a d'abord été publiée par Doblinger en 1903, et a été rééditée en 1911 par Viktor Keldorfer (Universal Edition), ensemble avec les deux autres « chants de minuit » de Bruckner (Um Mitternacht, WAB 89 et WAB 90).
L'œuvre est éditée dans le Volume XXIII/2, no 25 de la Bruckner Gesamtausgabe.

## Texte
Um Mitternacht utilise un texte de Joseph Mendelssohn.
| Die Blumen glüh’n im Mondenlicht Der märchenschönen Mitternacht, Im Baume unten, blütendicht, Der Sterne Glanz sich flimmernd bricht, Sie kosen mit der Blätterpracht Im süßen Zauber der Mitternacht. Die Lüfte geh’n so weich, so hehr Wie ferner Dome Glockenklang; Mir ist das Herz so andachtschwer, Es rauscht um mich wie Gotteslehr’, Wie Orgelton und Feiersang Im süßen Zauber der Mitternacht. | Les fleurs brillent au clair de lune De la féerique minuit, Dans l'arbre ci-dessous, plein de fleurs, La lumière des étoiles scintille, Elles embrassent la parure des feuilles Dans le doux enchantement de minuit. L'air souffle si doucement, sublimement Comme un son de cloches de lointaines cathédrales ; Mon cœur est lourd de dévotion, Il bruisse autour de moi comme un enseignement divin, Comme le son de l'orgue et un chant de fête Dans le doux enchantement de minuit. |

## Composition
L'œuvre de 84 mesures en la bémol majeur est conçue pour chœur d'hommes (TTBB), soliste ténor et piano.

La 1re strophe est chantée par la chœur sur un ostinato du piano. La 2e strophe, mesures 49-58 (Mir ist das Herz so andachtschwer), est chantée par le soliste avec accompagnement du chœur et lignes de doubles croches à l'unisson au piano. L'œuvre se termine en pianissimo,.

## Discographie
Mitternacht, WAB 80, est l'un des Weltliche Chorwerke les plus populaires de Bruckner.
Le premier enregistrement de Mitternacht a eu lieu par Willi Schell avec le Cronenberger Männerchor en 1956 – 45 tours : Tonstudio Wolfgang Jakob (Dortmund)
Une sélection parmi les autres enregistrements :
- Walther Schneider, Josef Traxel (tenor), Stuttgarter Liederkranz, Hubert Giesen (piano) – LP : Odeon O/STO 41453, 1961
- Guido Mancusi, Herbert Lippert (ténor), Chorus Viennensis, Walter Lochmann (piano), Musik, du himmlisches Gebilde! – CD : ORF CD 73, 1995
- Thomas Kerbl, Männerchorvereinigung Bruckner 08, Mariko Onishi (Piano), Anton Bruckner – Männerchöre – CD : LIVA027, 2008
- Jan Schumacher, Christoph Prégardien (ténor), Musica Camerata Limbourg, Andreas Frese (Piano), Serenade. Songs of night and love – CD : Genuin GEN 12224, 2011

## Sources
- Anton Bruckner – Sämtliche Werke, Band XXIII/2: Weltliche Chorwerke (1843-1893), Musikwissenschaftlicher Verlag der Internationalen Bruckner-Gesellschaft, Angela Pachovsky et Anton Reinthaler (Éditeurs), Vienne, 1989
- Cornelis van Zwol, Anton Bruckner 1824-1896 – Leven en werken, uitg. Thot, Bussum, Pays-Bas, 2012.  (ISBN 978-90-6868-590-9)
- Uwe Harten, Anton Bruckner. Ein Handbuch. Residenz Verlag, Salzbourg, 1996.  (ISBN 3-7017-1030-9).
- Crawford Howie, Anton Bruckner - A documentary biography, édition révisée en ligne